# Її картонний коханець
«Її картонний коханець» (англ. Her Cardboard Lover) — американська комедійна мелодрама режисера Джорджа Кьюкора 1942 року.

## Сюжет
Багата жінка, намагаючись позбавитися від колишнього бойфренда, наймає молодого композитора, якому потрібні гроші для погашення своїх боргів, щоб він прикинувся її новим бойфрендом. Проблема в тому, що фальшивий коханий насправді закоханий у неї.

## У ролях
- Норма Ширер — Консуела Кройден
- Роберт Тейлор — Террі Тріндейл
- Джордж Сандерс — Тоні Барлінг
- Френк Мак-Г'ю — Чеппі Чемпейджн
- Елізабет Паттерсон — Єва
- Чілл Віллс — суддя